# قرة بلاغ (تكاب)
قرة بلاغ هي قرية في مقاطعة تكاب، إيران. عدد سكان هذه القرية هو 283 في سنة 2006.